# فقر الدم الناقص الصباغ

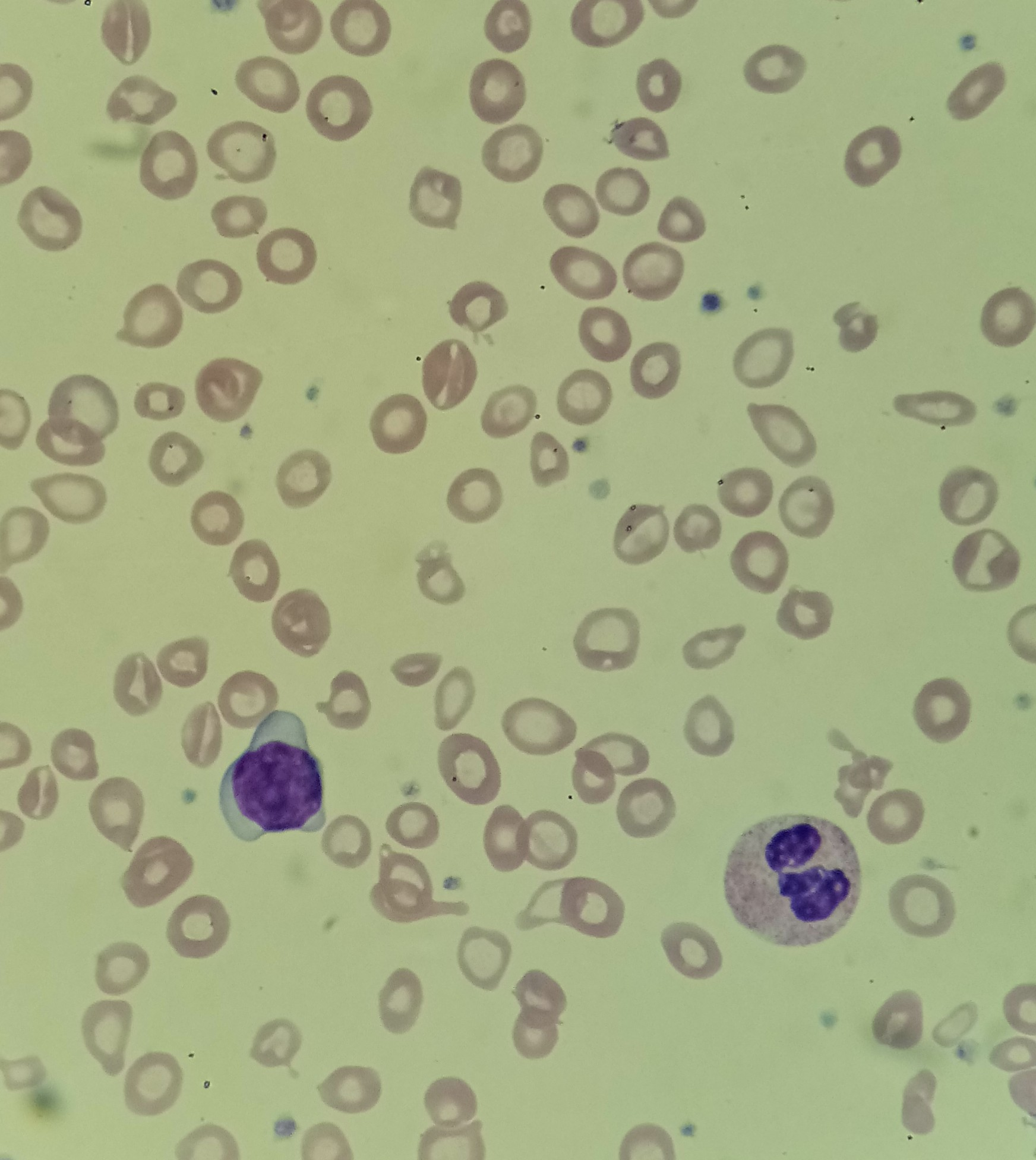
لطاخة دموية توضح فقر الدم الناقص الصباغ وفقر الدم صغير الكريات. لاحظ ازدياد التقعر في مركز كريات الدم الحمراء.

فقر الدم الناقص الصباغ (بالإنجليزية: Hypochromic anemia)‏ هو مصطلح جيني يشير لأى نوع من فقر الدم تكون فيه خلايا الدم الحمراء أكثر شحوبًا من المعتاد (حيث hypo تعني قليل و chromic تعنى لون)، خلايا الدم الحمراء الطبيعية تأخذ شكل قرص ثنائي التقعر وعند عرضها مجهريًا تظهر منطقة شاحبة في المركز أما في حالة فقر الدم الناتج عن نقص التصبغ فإن منطقة الشحوب في المركز تزداد ويرجع ازدياد هذا الشحوب نتيجة للانخفاض غير المتناسب في هيموجلوبين خلايا الدم الحمراء بالمقارنة مع حجم الخلية (حيث الهيموجلوبين هو الصباغ المسؤول عن اللون الاحمر لخلايا الدم الحمراء)، سريريًا يتم تعيين اللون عن طريق هيموغلوبين الكرية الوسطى (MCH) أو عن طريق تركيز الهيموجلوبين الكريوي الوسطي (MCHC)، ويعد تركيز هيموجلوبين الكرية الوسطى هو الأفضل حيث يُضبط لتحديد تأثير حجم الخلية على كمية الهيموجلوبين التي تحملها.

## نقص الانصباغ
يُعرف سريريًا بقيمة أدنى من المعدل الطبيعي لهيموغلوبين الكرية الوسطى البالغ 27-33 بيسوجرام/خلية في البالغين أو قيمة أدنى من المعدل الطبيعي لتركيز هيموغلوبين الكرية الوسطى البالغ 33-36 جرام/ديسي لتر في البالغين.
في فقر الدم الناقص الصباغ تكون أيضًا خلايا الدم الحمراء صغيرة (صغيرة الكريات) مما يؤدى لحدوث تداخلات كبيرة مع أنواع فقر الدم الناتج عن صغر كريات الدم الحمراء أو ما يعرف بـ (فقر الدم صغير الكريات)، من أكثر الأسباب شيوعًا للإصابة بفقر الدم الناقص الصباغ هي نقص الحديد والثلاسيميا.
فقر الدم الناتج عن نقص التصبغ كان  يُعرف تاريخيًا بداء الاخضرار بسبب لون مميز خفيف يظهر على الجلد أحيانًا في بعض المرضي بالإضافة إلى أعراض أكثر شيوعًا مثل نقص الطاقة وضيق التنفس وعسر الهضم والصداع وانقطاع الطمث وشهية متقلبة أو ضئيلة.

## الأشكال الوراثية
يُصيب فقر الدم الناقص الصباغ المرضي ذوى فقر الدم صغير الكريات المصاحب للحمل الزائد للحديد، يُعد فقر الدم الناقص الصباغ صفة جسدية متنحية تحدث نتيجة لطفرة الجين SLC11A2 حيث فيها تُمنع خلايا الدم الحمراء من الوصول إلى الحديد في الدم مما يتسبب في فقر الدم الذي يظهر عند الولادة ويمكن ان يؤدى إلى الشحوب والتعب و النمو البطيء كما قد يحدث ضعف في الكبد في مرحلة المراهقة أو بداية مرحلة البلوغ قد يحدث أيضًا فقر الدم الناقص الصباغ  في المرضي الذين يعانون من فقر الدم الناجم عن عوز الحديد الذين يعانون بدورهم من انخفاض في حديد المصل و انخفاض في إشباع الترانسفرين لكن تشبع الفيريتين يكون طبيعيًا أو مرتفعًا. عادة ما يكون فقر الدم الناقص الصباغ متوسط الحدة ويظهر لاحقًا في الطفولة.
يحدث فقر الدم الناتج عن نقص التصبغ أيضًا نتيجة للإصابة ببعض الاضطرابات مثل الثلاسيميا والاضطرابات الخلقية مثل فقر دم بنيامين.

## الأشكال المكتسبة
قد يحدث  فقر الدم الناقص الصباغ بسبب نقص فيتامين ب6 الناتج من انخفاض كمية الحديد أو انخفاض امتصاص الحديد أو فقدان الحديد المفرط، كما يمكن أن يحدث أيضًا نتيجة العدوى ببعض الطفيليات مثل الأنكلستومات أو غيرها من الأمراض كفقر دم الأمراض المزمنة أو الأدوية العلاجية أو نتيجة التسمم بالرصاص أو النحاس، وتُعد متلازمة فابير واحدة من الأشكال المكتسبة من فقر الدم الناتج عن نقص التصبغ أيضًا وهي تحدث نتيجة النزف الحاد من المعدة والأمعاء وهذا النزيف قد يحدث نتيجة القرح أو بعض الأدوية مثلالأسبرين أو نزيف البواسير